# Grzegorz II (książę Neapolu)
Grzegorz II (? – zm. 794) był księciem Neapolu w latach 766 – 794.
Był najstarszym synem Stefana II, który powiększał swe siły przeciw bizantyjskim suwerenom, następnie abdykował, wstąpił do klasztoru, a Neapol pozostawił swemu synowi. Stefan połączył władzę cywilną, wojskową i religijną w ręku księcia i tę połączoną strukturę władzy przekazał swemu synowi, który ją z wdzięcznością utrzymywał.
Następcą Grzegorza został inny potomek Stefana – Teofilakt II.